# Jordan Ayew
Jordan Pierre Ayew (født 11. september 1991) er en ghanesisk professionel fodboldspiller, som spiller for Premier League-klubben Leicester City F.C. og Ghanas landshold.

## Klubkarriere

### Olympique Marseille
Ayew begyndte sin karriere hos Olympique de Marseille, hvor han gjorde sin professionelle debut i 2009. Han spillede alle år i Marseille sammen med sin storebror André Ayew.
Ayew blev i 2014 udlånt til Sochaux.

### Lorient
Ayew skiftede i juli 2014 til Lorient på en fast aftale.

### Aston Villa
Efter at have imponeret hos Lorient, skiftede Ayew i juli 2015 til Aston Villa. Han scorede sit første mål for klubben i en kamp imod Swansea City den 24. oktober 2015. André Ayew spillede på tidspunktet for Swansea, og de to brødre scorede begge i kampen, for hver deres hold.

### Swansea City
Ayew skiftede i januar 2017 til Swansea City. Han blev genforenet med sin bror i januar 2018, da André Ayew skiftede tilbage klubben.

### Crystal Palace
Ayew skiftede i august 2018 til Crystal Palace på en lejeaftale. Aftalen blev gjort permanent i juli 2019. Han imponerede i 2019-20 sæsonen, og blev kåret som årets spiller i klubben efter sæsonen.

## Landsholdskarriere
Ayew kunne vælge at repræsentere både Frankrig og Ghana, men han valgte Ghana. Han debuterede for Ghanas landshold den 5. september 2010.
Ayew var del af Ghanas trup til VM 2014 og 2022. Han har også været del af Ghanas trupper til Africa Cup of Nations i 2012, 2015, 2017, 2019,  2021 og 2023.

## Privat
Jordan Ayew er søn af Abédi Péle, som anses som en af de bedste afrikanske fodboldspillere nogensinde. To af Jordans brøde, André Ayew og Ibrahim Ayew er også professionelle fodboldspillere.
Jordan blev født i Frankrig imens hans far spillede for Olympique de Marseille. Han har dermed også fransk statsborgerskab.

## Titler
Olympique de Marseille
- Ligue 1: 1 (2009-10)
- Coupe de la Ligue: 3 (2009-10, 2010-11, 2011-12)
- Trophée des Champions: 2 (2010, 2011)

Individuelle
- Crystal Palace Årets spiller: 1 (2019-20)
- Ghana Årets spiller: 1 (2020)

## eferencer
1. ↑  "Jordan Ayew - Stats by competition" Transfermarkt. Hentet 8. april 2022.
2. 1 2  Jarvis, Matt. (19. januar 2022) "Families in Football: Andre and Jordan Ayew" LastWordOnSport. Hentet 8. april 2022.
3. ↑  Okeleji, Oluwashina. (28. juli 2014) "Ghana international Jordan Ayew signs for Lorient" BBC Sport. Hentet 8. april 2022.
4. ↑  "Aston Villa bid for Lorient's Jordan Ayew accepted, according to Sky sources" SkySports. 27. juli 2015. Hentet 8. april 2022.
5. ↑  Sanghera, Mandeep. (24. oktober 2015) "Aston Villa 1-2 Swansea City" BBC Sport. Hentet 6. januar 2023.
6. ↑  "Jordan Ayew: Swansea sign Aston Villa forward in Neil Taylor swap deal" BBC Sport. 31. januar 2017. Hentet 8. april 2022.
7. ↑  "Andre Ayew: Swansea City re-sign Ghana forward from West Ham" BBC Sport. 31. januar 2018. Hentet 8. april 2022.
8. ↑  "Jordan Ayew joins Crystal Palace from Swansea" SkySports. 25. juli 2019. Hentet 8. april 2022.
9. ↑  Flood, George. (28. juli 2020) "Jordan Ayew named Crystal Palace player of the season as he claims three big prizes on awards night" Evening Standard. Hentet 8. april 2022.
10. 1 2  "Jordan Ayew - National team" Transfermarkt. Hentet 8. april 2022.
11. ↑  "I don’t regret choosing Ghana over France – Jordan Ayew" GhanaWeb. 30. marts 2019. Hentet 8. april 2022.